# Ахкая
Акъ-кая — горный массив на Кавказе, самый высокий на Скалистом хребте. Сложен из известняков и доломитов. Включает вершины Каракая (3646 м), Ахкая (Ак-кая, 3300 м), Бодула (3359 м) и Хунгутебе (3059 м).